# Ctenucha biformis
Ctenucha biformis là một loài bướm đêm thuộc phân họ Arctiinae, họ Erebidae.